# Arnaud Di Pasquale
Arnaud Di Pasquale (Casablanca, 11 febbraio 1979) è un ex tennista francese.

## Biografia
Nato a Casablanca, in Marocco, da genitori francesi, Arnaud Di Pasquale nel 1996 ha raggiunto la finale dell'Orange Bowl, concludendo la stagione al No. 5 nella classifica mondiale junior, mentre nel 1997 da junior ha vinto gli US Open.

Professionista dal 1998, l'anno successivo si è aggiudicato il Torneo di Palermo. Ha disputato la finale degli Open di Romania nel 1998, gli ottavi di finale del Roland Garros nel 1999, ed è ricordato soprattutto per la sua medaglia di bronzo alle Olimpiadi di Sydney 2000 nel singolare maschile, dove riuscì a battere lo svizzero Roger Federer, allora giovanissimo.

Ritiratosi nel 2007, dal 2013 è direttore tecnico della nazionale francese.